# Breda (Maschinenbau)
Breda war ein breit aufgestelltes italienisches Maschinenbau- und Rüstungsunternehmen mit Sitz in Sesto San Giovanni, einem Vorort von Mailand. Der Firmenname wurde im Verlauf der Unternehmensgeschichte mehrfach geändert. Als Kurzform des Unternehmens und als Herstellermarke wird üblicherweise die Bezeichnung Breda genutzt. Ein Teil der alten Werksanlagen in Sesto San Giovanni beherbergt der Nachfolger des Museo dell’Industria e del Lavoro. Das Archiv von Breda befindet sich im Mailänder Istituto per la storia dell’età contemporanea (ISEC). ein Museum für Technik und Maschinenbau.

## Geschichte

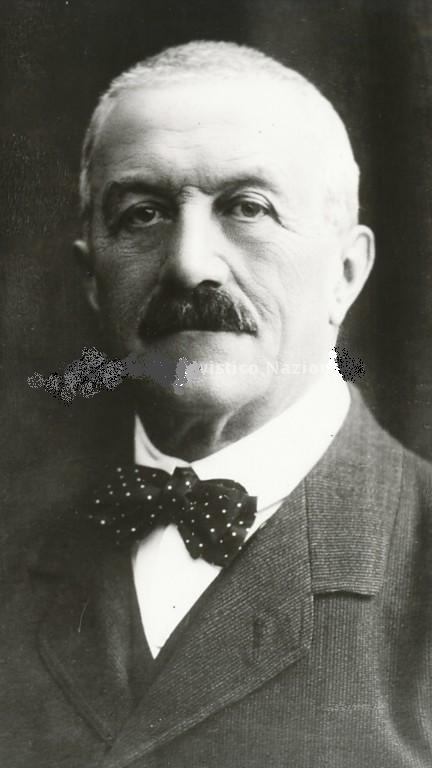
Ernesto Breda, ca. 1920

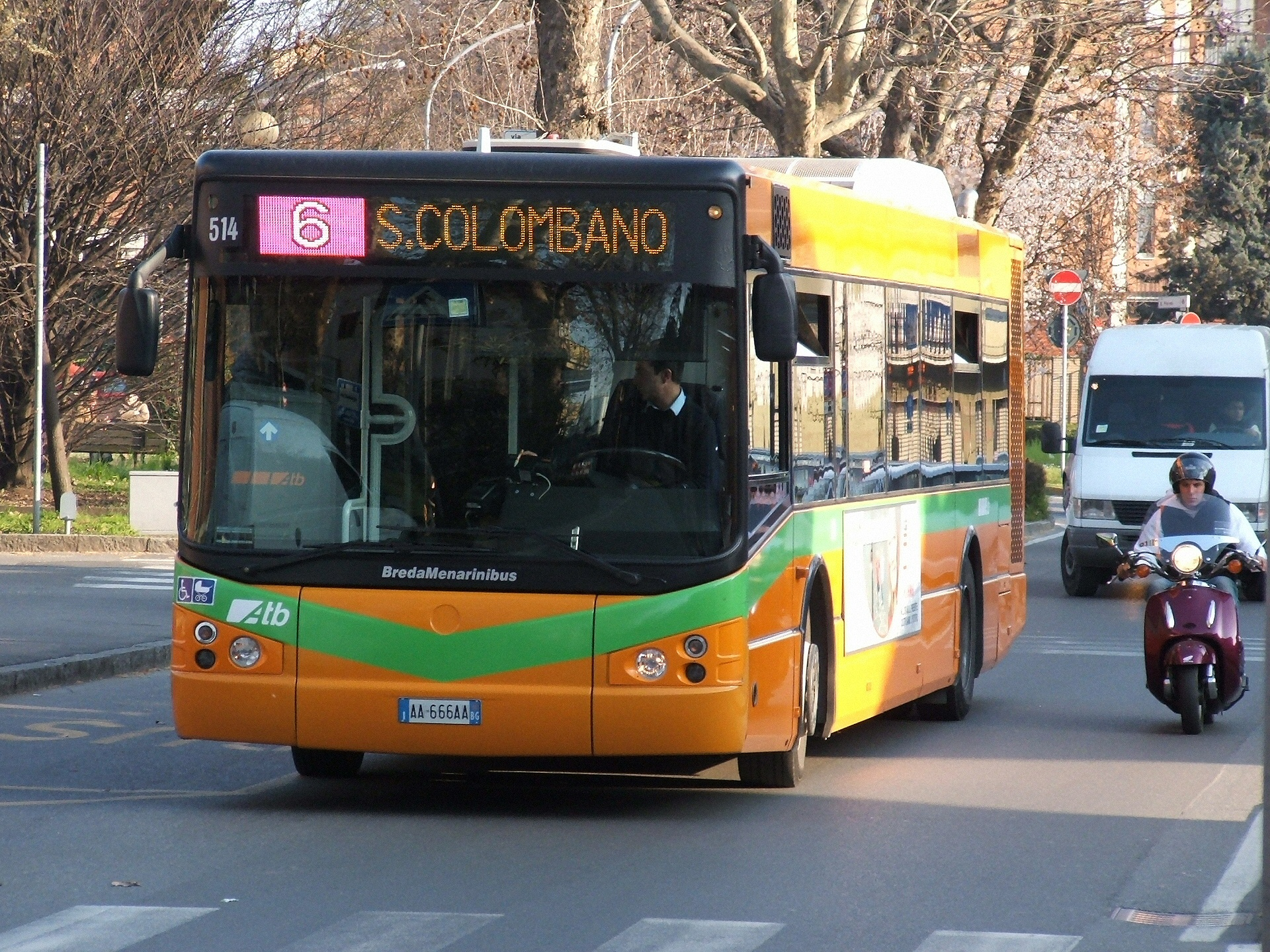
BredaMenarini-Bus

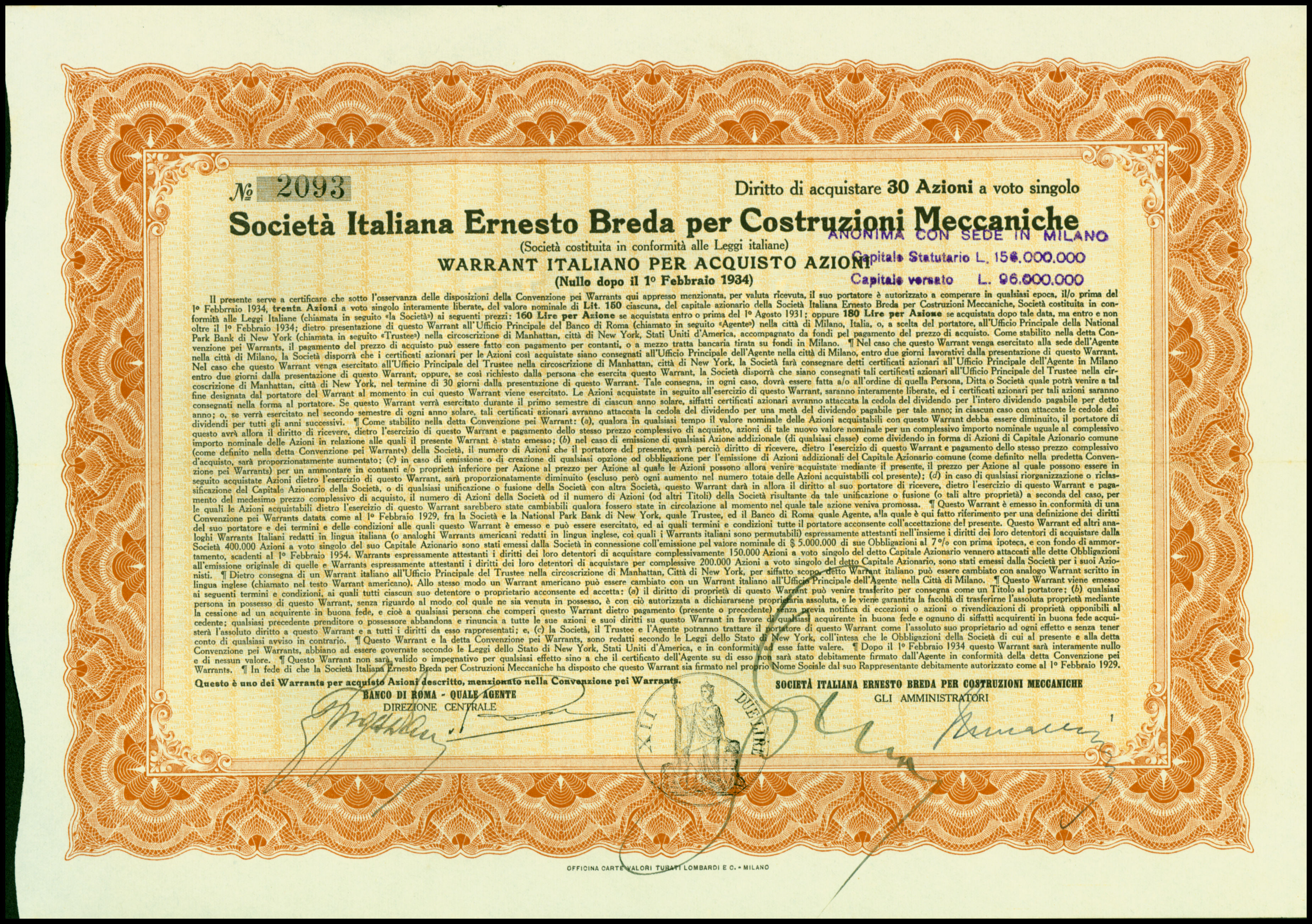
Optionsschein der Società Italiana Ernesto Breda per Costruzioni Meccaniche vom 1. Februar 1929

Gegründet wurde es im Jahre 1886 von Ernesto Breda als Kommanditgesellschaft Ing. Breda & C. nach Übernahme des Mailänder Eisenbahnherstellers Elvetica und wurde später in Società Italiana Ernesto Breda per Costruzioni Meccaniche (SIEB) umbenannt. Zunächst wurden Dampflokomotiven und andere Eisenbahnfahrzeuge gebaut. Die Gesellschaft avancierte ab den 1920er Jahren zu einem weltbekannten Multikonzern und wurde zu einem wichtigen Produzenten und Zulieferer für den Bau von Maschinen, Motoren, Kraftfahrzeugen (außer Pkw), Flugzeugen, Schienenfahrzeugen aller Art und Schiffen.
Im Ersten Weltkrieg und Zweiten Weltkrieg war Breda ein wichtiger Hersteller von Kriegsmaterial, bis 1951 wurden auch Flugzeuge gebaut. Besonders hervorzuheben ist hierbei die Breda-Zappata B.Z.308, eine große Passagiermaschine, die 1948 zum ersten Mal flog und ihrer Zeit weit voraus war. 1962 wurde die Firma in Finanziaria E. Breda umbenannt und verstaatlicht. 1989 übernahm Breda den hauptsächlich auf Stadtbusse spezialisierten Bushersteller Menarinibus aus Bologna. Es entstand die Firma BredaMenarinibus, die heute neben herkömmlichen Stadtbussen auch sehr auf alternative Antriebe (Hybrid, Erdgas, Flüssiggas, reine Akku-Fahrzeuge) setzt. Im Jahre 1992 kam sie zum Finmeccanica-Konzern, der sie 1994 in das Unternehmen Oto Melara eingliederte, wodurch dort der Unternehmensteil Otobreda entstand. 2001 ging Breda auf Anordnung der Konzernmutter ganz in Oto Melara auf, die Abteilung für Bus, Straßenbahn und Eisenbahn wurde von AnsaldoBreda übernommen.

## Produkte

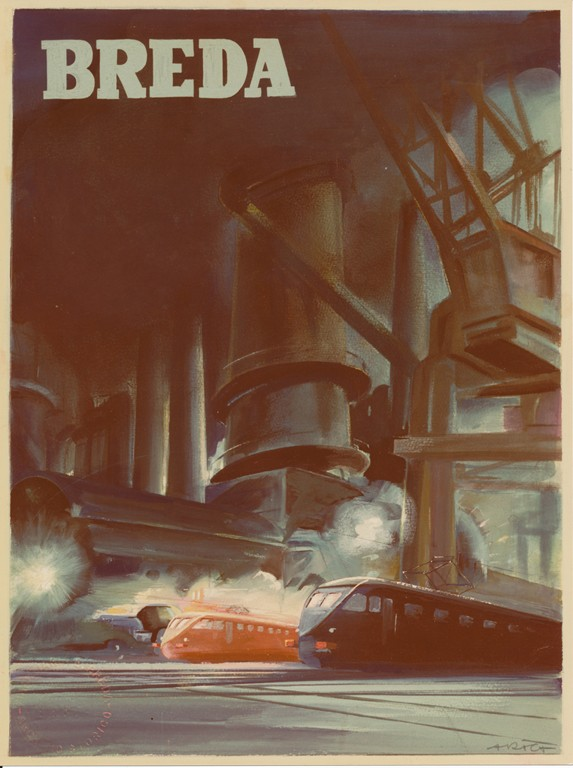
Breda-Werbeplakat (frühes 20. Jahrhundert)

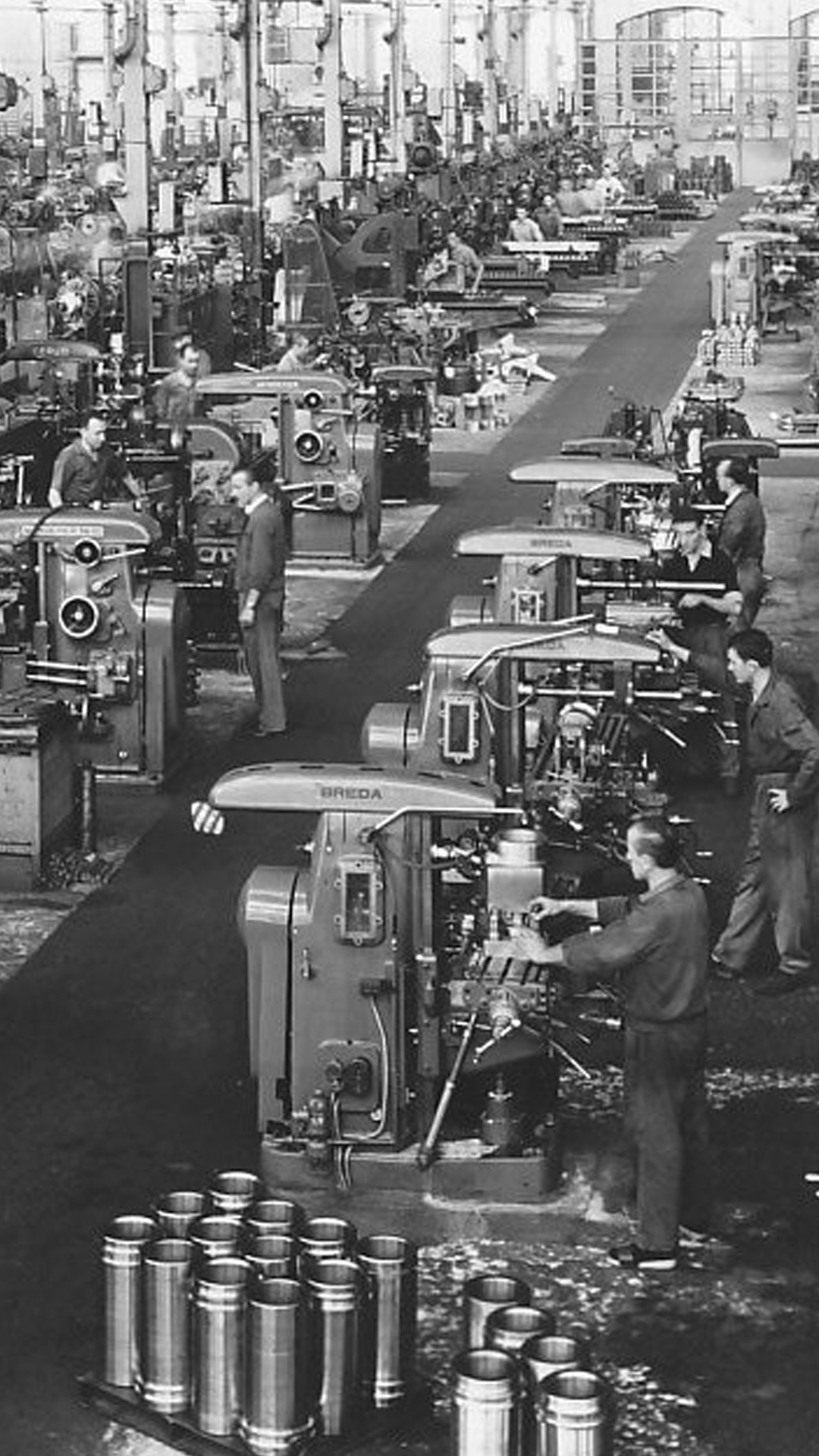
Breda-Artillerie-Fabrik in Sesto San Giovanni (1958)

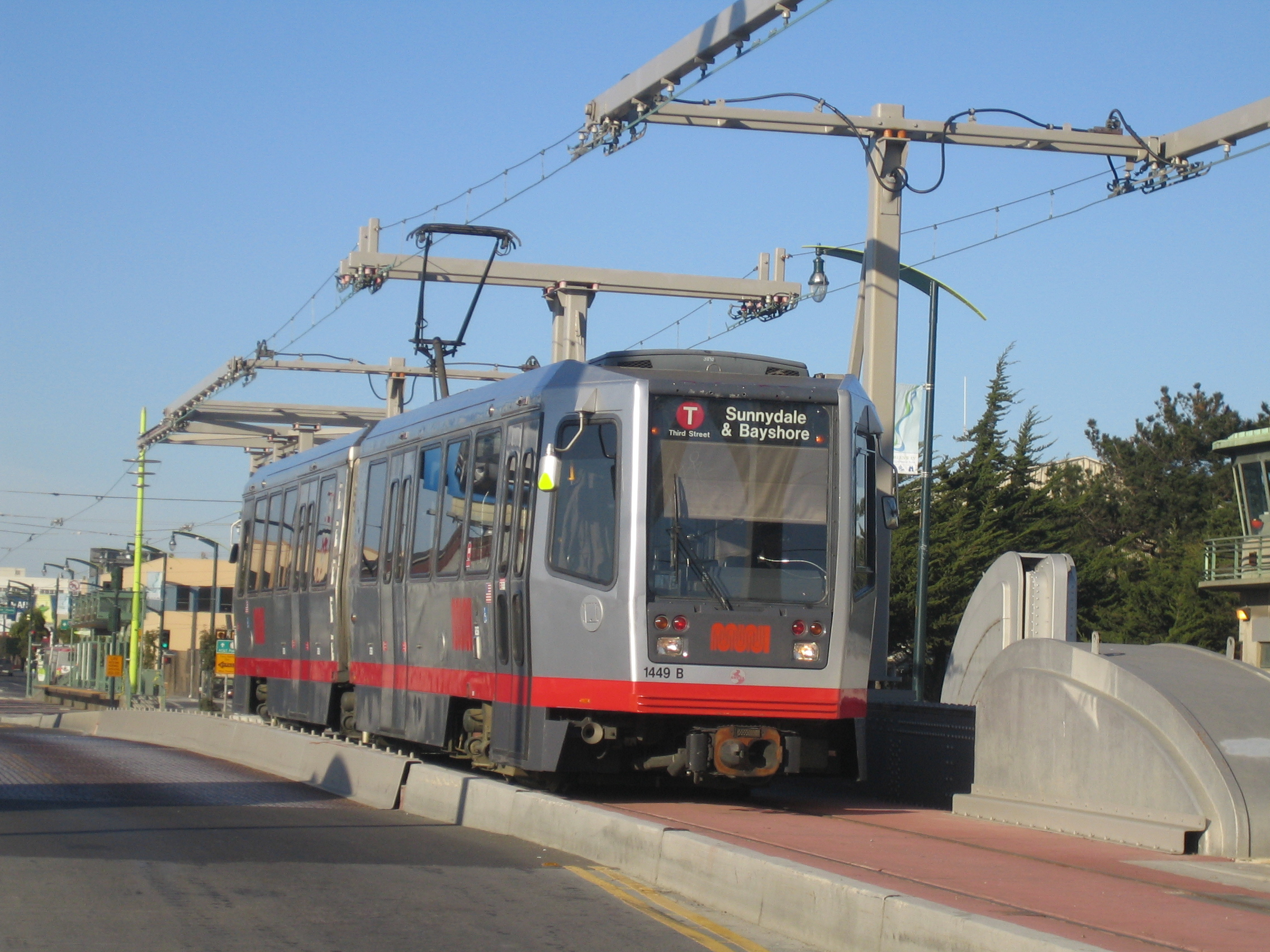
Breda-Tram in San Francisco

Breda war schwerpunktmäßig im Bereich Verkehrs- und Rüstungstechnik tätig. Hergestellt wurden neben Eisenbahnen und Trambahnen unter anderem auch Maschinengewehre und Maschinenkanonen bis 40 mm Kaliber (leichtere Waffen werden in Italien vor allem von Beretta gebaut). Im kleinteiligen Segment der Duo-Busse war Breda Weltmarktführer und stellte mehr als die Hälfte der gut 400 produzierten Busse her.

## Traktoren und Zugmaschinen
- Breda 40
- Breda 50
- Breda 70 D
- Breda 75 D
- Breda TP 32
- Breda TP 33
- Breda TP 40
- Breda 51
- Breda 52
- Breda 501
- Breda Tipo 61

## Schienenfahrzeuge

### Dampflokomotiven
- Breda Locomotiva FS 740
- Breda Locomotiva FS 744
- Breda Locomotiva FS 745
- Breda Locomotiva FS 746
- Breda Locomotiva FS 750
- Breda Locomotiva FS 830
- Breda Locomotiva FS 830 (II)
- Breda Locomotiva FS 835
- Breda Locomotiva FS 851
- Breda Locomotiva FS 885
- Breda Locomotiva FS 904
- Breda Locomotiva FS 905
- Breda Locomotiva FS 906
- Breda Locomotiva FS 981

### Straßenbahnfahrzeuge
- Breda Tram ATM serie 600
- Breda Tram ATM serie 1500
- Breda Tram ATM serie 4000
- Breda Tram ATM serie 4600 e 4700
- Breda Tram ATM serie 5000 (Milano)
- Breda Tram ATM serie 5200
- Breda Tram ATM serie 5300
- Breda Tram ATM serie 5400
- Breda Tram ATM sperimentali
- Breda Tram STEL serie 60-69
- Breda Tram STEL serie 110-115
- Breda Tram tipo Edison
- Breda Tram UITE serie 1100
- Breda Tram UITE serie 900
- Breda Locomotiva FS 740

## Flugzeuge
- Breda A.4
- Breda A.7
- Breda A.9
- Breda Ba.15
- Breda Ba.19
- Breda Ba.25
- Breda Ba.27
- Breda Ba.28
- Breda Ba.33
- Breda Ba.39
- Breda Ba.44
- Breda Ba.64
- Breda Ba.65
- Breda Ba.75
- Breda Ba.82
- Breda Ba.88
- Breda Ba.201
- Breda-Pittoni B.P.471
- Breda-Zappata B.Z.308

## Waffen
- Breda 8 x 59 mm
- Breda 12,7 × 81 mm SR
- Breda 30
- Breda M1931
- Breda 38
- Breda M37
- Breda Mod. 5C
- Breda PG
- Breda-SAFAT machine gun
- Breda Cannone-Mitragliera da 20/65 modello 35
- Breda Cannone-Mitragliera da 20/65 modello 39
- Breda Cannone-Mitragliera da 20/65 modello 40 R.M.
- Breda Cannone-Mitragliera da 37/54
- Breda-Bofors 40/70 Sabaudia
- Breda 81/14 Model 35 (Mörser)
- Breda Mod. 35 (Handgranate)
- Breda D.S Mod. 43 (Panzerhaftmine)

## Nachfolgeunternehmen
- Otobreda
- AnsaldoBreda
- BredaMenarinibus
- Istituto Scientifico Breda
- Breda Meccanica Bresciana

## Patente (Auswahl)
Im Verlauf der Geschichte wurden von Ernesto Breda und von Breda als Unternehmen rund 300 Patente von Erfindungen in etlichen Ländern zum Patent angemeldet. Nachfolgende eine Auswahl von Breda-Patenten.
- Patent  ES12202A1: Un cañón de campaña de tiro rápido, con obturador esférico, y cuya cureña está provista de un disco de cola que le mueve mecánicamente sobre soportes y de un freno mecánico que le hace retroceder a la batería.. Angemeldet am 10. Juni 1891, veröffentlicht am 16. Juli 1891, Erfinder: Ernesto Breda (ältestes von Breda bekanntes Patent).‌
- Patent  ES75846A1: Perfeccionamientos en los sistemas de superficies portantes para aeroplanos y máquinas aéreas.. Angemeldet am 29. September 1920, veröffentlicht am 16. Januar 1921, Anmelder: Società Italiana Ernesto Breda per Costruzioni Meccaniche.‌
- Patent  FR534272A: Perfectionnements dans les plans portants des aéroplanes et des machines aériennes. Veröffentlicht am 23. März 1922, Anmelder: Società Italiana Ernesto Breda.‌
- Patent  ES84688A1: Locomotora de turbina de vapor. Veröffentlicht am 1. Juni 1923, Anmelder: Società Italiana Ernesto Breda per Costruzioni Meccaniche.‌
- Patent  ES97594A3: Una bomba destinada a ser lanzada por medio de las armas de fuego. Veröffentlicht am 16. Juni 1926, Anmelder: Società Italiana Ernesto Breda per Costruzioni Meccaniche.‌
- Patent  DE476709C: Schmiervorrichtung fuer automatische Feuerwaffen. Veröffentlicht am 23. Mai 1929, Anmelder: Società Italiana Ernesto Breda.‌
- Patent  DE1015042B: Einrichtung zur thermostatischen UEberwachung der Abteilheizung von Wagen eines elektrischen, mit Hochspannung betriebenen Zuges. Veröffentlicht am 5. September 1957, Anmelder: Società Italiana Ernesto Breda per Costruzioni Meccaniche, Erfinder: Giovanni Silvatici.‌

## Publikationen (Auswahl)
- Società italiana Ernesto Breda (Hrsg.): Esposizione di Milano, 1906. Menotti Bassini &c., Milano 1906, OCLC 881558921 (eingeschränkte Vorschau in der Google-Buchsuche – Breda auf der Weltausstellung Mailand 1906).
- Società italiana Ernesto Breda (Hrsg.): Trattrice pesante 32 : catalogo pezzi di ricambio. Briantea, Merate (LC) 1936, OCLC 799571252.
- Società italiana Ernesto Breda (Hrsg.): Istruzione sul cannome mitragliera "Breda" da 20 mod. 35. 1940, OCLC 799720294.
- Società italiana Ernesto Breda (Hrsg.): Istruzione sulla mitragliatrice "Breda" cal. 8 mod. 38 per carri armati. 1940, OCLC 799731719.
- Società italiana Ernesto Breda (Hrsg.): Istruzione sul cannome mitragliera "Breda" da 20 mod. 35. 1940, OCLC 799720294.
- Società italiana Ernesto Breda (Hrsg.): Per la millesima locomotiva. Capriolo & Massimino,, Mailand 1985, OCLC 799603263 (Dokumentation anlässlich der tausendsten Lokomotive von Breda).